# Ivan Čížek
Ivan Čížek (21. srpna 1852 Obříství – 1918) byl český cukrovarník a chemik, vynálezce tzv. Čížkova kalolisu. Významně se podílel na rozvoji oboru českého cukrovarnictví rostoucího v Čechách a na Moravě ve 2. polovině 19. století.

## Život

### Mládí
Narodil se v obci Obříství u Mělníka, další vzdělání získal na reálkách v Praze. Následně začal studovat na pražské polytechnice, vzdělával se též v soukromém učilišti Dr. Veilera v oblasti chemických postupů v cukrovarnictví, ke kterému měl z hospodářské podstaty svého rodného regionu blízko.

### Čížkův kalolis
Po ukončení studií v polovině 70. let 19. století pracoval Ivan Čížek postupně v cukrovarech v Mělníku a v Berouně, a následně v Hulíně na Moravě. V rámci své práce se zabýval zdokonalováním výrobních prostředků a postupů, výsledkem čehož vytvořil vlastní konstrukci kalolisu, filtračního zařízení pracujícího na principu tlaku. Jím vytvořený stroj, tzv. Čížkův kalolis, byl poprvé prakticky vyzkoušen během řepné kampaně let 1879-1880. Díky své mimořádné účinnosti se následně začal používat téměř ve všech cukrovarech v Rakousku-Uhersku, a pronikl i do zahraničí.
Čížek byl za svůj kalolis oceněn na Světové výstavě v Paříži v roce 1889 a následně získal Zlatou medaili na Zemské jubilejní výstavě v Praze roku 1891. Od 80. let žil v Praze. Publikoval řadu technologických článků do odborných časopisů.

### Úmrtí
Ivan Čížek zemřel v roce 1918.

### Rodinný život
Byl ženatý s Terezií Čížkovou, z manželství vzešly dvě děti.